# ایان مک‌براید
ایان مک‌براید پروفسور و پژوهشگر تاریخ ایرلند در دانشگاه آکسفورد و عضو کالج هرتفورد است. او استاد مدعو مطالعات ایرلندی در دانشگاه نوتردام است.

## حرفه
مک براید مدرک کارشناسی خود را در کالج عیسی، آکسفورد کسب کرد و پس از آن سه سال را به عنوان محقق در کالج کورپوس کریستی، کمبریج حضور داشت. او دکترای خود را از دانشگاه لندن دریافت کرد و در دانشگاه دورهام سخنرانی کرد. او در سال ۲۰۰۰ به عنوان استاد تاریخ ایرلند و بریتانیا به کالج کینگ پیوست. مک براید همچنین پاتریک بی اودانل استاد مدعو مطالعات ایرلندی در مؤسسه کیو ناتون برای مطالعات تاریخ ایرلند دانشگاه نوتردام است. در سال ۲۰۱۷ او به عنوان استاد پژوهش تاریخ ایرلند در کالج هرتفورد، آکسفورد منصوب شد.
در سال ۲۰۱۲، مک براید، مستندی یک ساعته دربارهٔ فیلسوف فرانسیس هاچسون، تحت عنوان: انقلابی فراموش شده: فرانسیس هاچسونرا در تلویزیون BBC2 ارائه کرد.

## پژوهش
علایق تحقیقاتی مک براید شامل تاریخ ایرلند مدرن، تاریخ فکری، نقش حافظه و بزرگداشت توصیف گذشته، تاریخ جزایر بریتانیا در قرن هجدهم طولانی و تاریخ ایرلند شمالی از سال ۱۹۲۰ است.